# Ovulace

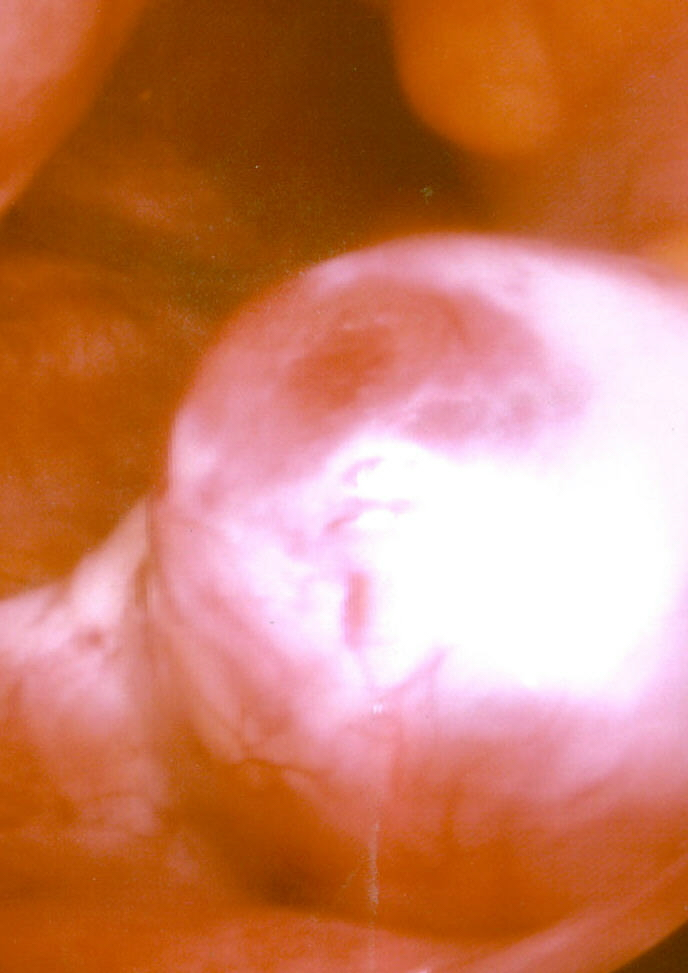
Folikul krátce před uvolněním vajíčka.

Ovulace je odborný lékařský termín označující okamžik, kdy dojde k uvolnění zralého vajíčka z vaječníku. Uvolněné vajíčko začne pomalu sestupovat vejcovodem k děloze pomocí pohybů řasinek výstelky vejcovodu. Pokud se během této cesty setká se spermií, dojde k jejich vzájemnému splynutí a oplodnění vajíčka. Vajíčko po ovulaci zaniká velmi rychle, může být oplodněno pouze v intervalu kratším než 24 hodin. Spermie si však v ženském těle mohou uchovat oplodňovací schopnost i po dobu 3–5 dnů. Součet životnosti spermií v těle ženy a životnosti vajíčka se nazývá tzv. plodné období.

## Termín
Termín ovulace se dá určit několika způsoby. Nejpřesnějším způsobem je sledování folikulu pomocí ultrazvuku a měření tzv. luteinizačního hormonu. V běžných podmínkách lze velmi přesně ovulaci zjistit pomocí ovulačního testu (ovulační test) nebo měřením bazální teploty v ústech, pochvě nebo konečníku ráno po probuzení (vždy v přibližně stejnou dobu). V období kolem ovulace dochází ke zvýšení teploty, které přetrvává až do doby těsně před následující menstruací. Pokud dojde k početí, teplota zůstává zvýšená po celou dobu těhotenství.
Ovulaci lze také zjistit pomocí sledování hlenu děložního čípku. Sledování teploty a hlenu děložního čípku se používá k určení plodného období cyklu v tzv. přirozeném plánování rodičovství nebo při léčbě neplodnosti.
Ve vzácných případech může proběhnout ovulace mimo pravidelnou dobu či během doby mezi dvěma menstruacemi. Tyto nepravidelnosti jsou často způsobeny např. stresem.

## Průběh
Uvolňování zralého vajíčka je spojeno s ochranným obalem vajíčka tvořeným několika vrstvami folikulárních (granulózních) buněk, které se později podílí na tvorbě tzv. žlutého tělíska, jenž je schopné produkovat estrogen a progesteron. V době 40 až 90 hodin před menstruací dochází k tomu, že se vyčlení 10 až 20 folikulů a ty začnou narůstat. Časem jeden folikul začne jasně dominovat a ostatní zaniknou. Vajíčko v dominantním folikulu postupně uzrává a přibližně 36 až 40 hodin před ovulací je zralé. Samotná ovulace se spouští přibližně 18 hodin před uvolněním vajíčka.[rozpor]
Během ovulace dochází k prasknutí obalu v dominantním folikulu, což vede k vyplavení vajíčka. To je zachyceno ústím vejcovodu a pomocí pohybu řasinek v oblasti vejcovodu se začne posunovat k děloze. Prasklý folikul zůstává jako blanka s výstelkou buněk, která zůstává a vzniká z něho žluté tělísko. Pokud k oplodnění nedojde, žluté tělísko je nepotřebné a vyplavuje se z těla během menstruace.

## Poruchy
Poruchy ovulace jsou klasifikovány jako poruchy menstruace a zahrnují oligoovulaci a anovulaci:
- Oligoovulace je vzácná nebo nepravidelná ovulace (pokud jsou cykly delší než 36 dnů nebo je jich méně než 8 za rok)
- Anovulace je absence ovulace v době, kdy je očekávána. (u ženy po menarche a před menopauzou). Anovulace se obvykle projevuje nepravidelnou menstruací. To zahrnuje různou délku intervalů mezi cykly, různou délku menstruačního cyklu a různou sílu krvácení. Anovulace může vést k zastavení menstruace nebo nadměrnému krvácení.

## Zvířata
Savci měli původně samci indukovanou ovulaci (například kočky), která se u některých savců vyvinula v cyklickou, se kterou se pojí menstruační cyklus (například primáti). Vyvinula se také skrytá ovulace.